# Шванкмайер, Ян
Ян Шванкмайер (чеш. Jan Švankmajer; род. 4 сентября 1934, Прага) — чешский кинорежиссёр, сценарист, художник, сценограф, скульптор, аниматор.
Представитель экспериментального кинематографа. Шванкмайер был членом объединения пражских сюрреалистов, автор сюрреалистических мультфильмов, скульптур, тактильных поэм, коллажей. Творческий путь начал в 1950 году в стенах Института прикладных искусств, а затем продолжил в Пражской академии искусств на отделении кукольного мастерства театрального факультета.
В 1964 году Шванкмайер снял свой первый короткометражный фильм «Последний фокус господина Шварцвальда и господина Эдгара». Режиссёр сосредоточился на короткометражных фильмах, объединяя в них элементы кукольного театра, анимации и художественного кино. Первый полнометражный фильм «Алиса» он снимает в 1987 году.
Фильм 2005 года «Безумие» продолжает размышления, начатые Эдгаром Алланом По в рассказе «Система доктора Смоля и профессора Перро», об опасности, которую влечёт за собой «власть толпы».
Каждый новый фильм режиссёра становится событием в мире анимационного кино.

## Биография и творчество
Отец Яна Шванкмайера был сборщиком витрин, мать была швеёй. На его детство коренным образом повлиял домашний кукольный театр, который он получил восьмилетним мальчиком на Рождество и постепенно сам делал для него кукол и рисовал декорации. Шванкмайер признаёт, что с тех пор марионетки прочно вошли в основу его личности, и он прибегает к ним всегда в те моменты, когда чувствует угрозу, исходящую от реальности окружающего мира. Он также воспринимает их не только в контексте театра, но и как ритуальный символ, используемый в магии. В 1950–1954 годах окончил сценографию в Высшей Школе Прикладного Искусства (UMPRUM) в Праге, у профессора Рихарда Ландера, где он разрабатывал и изготовлял куклы и декорации. Среди его одноклассников были Алеш Веселый и Ян Свобода. Затем он изучал режиссуру и сценографию на кукольном отделении театрального факультета Академии музыкальных искусств в Праге (1954–1958 гг.), куда Ландер затем перешёл в качестве преподавателя. Даже при самом суровом сталинском режиме в школе царила либеральная атмосфера, среди учеников распространялись запрещённые книги. Среди его одноклассников был и более поздний кинорежиссёр Юрай Герц. В конце обучения он принял участие в экскурсии в Польшу, где он впервые увидел репродукции произведений Пауля Клее.
Во время учёбы он поставил народную кукольную пьесу «Дон Жуан» в маленьком театре «D 34» (1957–1958 гг.). В своем выпускном спектакле «Карло Гоцци „Король-олень“» использовал сочетание кукол с живыми актёрами в масках. Вскоре после окончания учёбы в 1958 году он участвовал в роли кукловода в короткометражном фильме «Доктор Иоганн Фауст», вдохновлённом народными кукольными представлениями. Во время съёмок Шванкмайер познакомился с композитором Зденеком Лишкой, оператором Святоплуком Малым и художником Властимилом Бенешком. Некоторое время он выступал в качестве режиссёра и художника в Либерецком государственном театре кукол (предшественники студии «Ypsilon»). С 1958 по 1960 год прошёл обязательную военную службу в Марианских Лазнях.
После возвращения со службы в 1960 году он основал труппу «Театр Масок», которая принадлежала театру «Семафор». При подготовке первой постановки «Крахмальная голова» он познакомился с Евой Дворжаковой, на которой позже женился. Другими представлениями театра были «Иоганн, доктор Фауст», «Собиратель теней», «Сахарный цирк». В 1962 году Шванкмайер выставил свои рисунки в коридоре «Семафора», где Властимил Бенеш вместе с Збынеком Секалем пригласили его в группу «Май 57». Он присутствовал на четвёртой выставке Май в Подебрадах (1961 г.), которая была запрещена через три дня, затем выставлялся вместе с членами группы до конца 60-х годов.
Авангардный «Театр масок» программно не соответствовал профилю «Семафора». В 1962 году Иржи Сухи расформировал труппу, но Эмиль Радок помог ей целиком присоединиться к театру «Lanterna Magika». В том же году Шванкмайер совершил свою первую поездку в Париж. В 1963 году у Шванкмайеров родилась дочь Вероника. После ухода из «Семафора» с 1964 года он работал режиссёром и руководителем ансамбля, работающего по принципам чёрного театра. В то же время вместе с Радоком были придуманы сценарии для будущих фильмов.
В 1964 году он снял свой первый короткометражный фильм «Последний фокус мистера Шварцвальда и мистера Эдгара», основанный на принципах чёрного театра. Есть элементы, характерные для всех его последующих работ, такие как динамическое использование монтажа и взаимодействие живого актёра с анимированными объектами. Фильм имел успех за рубежом, и в последующие годы Шванкмайеру была предоставлена возможность снимать короткометражные фильмы, где он сочетал кукольный театр, анимацию и элементы художественного кино. В 1965 году он снял фильм «Игра с камнями» в Австрии с помощью Евы Шванкмайеровой и оператора Петра Пулужа. Он испробовал в ней различные анимационные приёмы, позже использованные, например, в фильме «Возможности диалога». Для конкурса в рамках выставки «Expo 67» в Монреале он снял короткометражный фильм «Человек и техника».
В 1968 году подписал манифест «Две тысячи слов». После советской оккупации в августе 1968 года вся семья по инициативе Евы Шванкмайеровой эмигрировала в Австрию. Здесь он снял свой второй фильм, в австрийской студии Петра Пулужа «Пикник с Вайсманном». В 1968 году он получил премию Макса Эрнста за фильм «Historia naturæ (Suite)» на фестивале в Оберхаузене. В 1969 году семья решила вернуться в Чехословакию. В 1970 году он встретился с Вратиславом Эффенбергом и они вместе с Евой Шванкмайеровой стали членами «Чешской сюрреалистической коммуны».
В течение короткого периода времени до 1970-х годов Шванкмайер снимает «кафкианские» аллегорические художественные фильмы «Сад», «Квартира» и «Спокойная неделя в доме», болезненную «Костницу», и имитацию кукольной постановки «Дон Жуан», где марионеток изображают живые актёры, на головах которых крепятся нитки и ваги, символизирующие манипуляцию людьми и ограничения индивидуальной свободы. После наступления режима нормализации творчество Шванкмайера попало под цензуру, и его художественные фильмы «Сад» и «Квартира» оказались «на полке». В 1972–1979 годах ему запретили снимать фильмы, потому что он отказался идти на компромисс при монтаже своего фильма «Отрантский замок». В 1975 году родился сын Вацлав. В 70-х годах Ян Шванкмайер посвящает себя сценографии в «Театре на балюстраде», в театре «Вечерний Брно» и особенно в «Клубе Драмы», куда его пригласил Ярослав Вострый. Ева Шванкмайерова участвовала в спектаклях в качестве художника по костюмам. С 1976 года вместе со своей женой Евой он создаёт керамику под общим псевдонимом «Костелец».
Как художник он участвовал в фильмах Ольдржиха Липского («Адела ещё не ужинала», 1977 г.) и Юрая Герца («Девятое сердце», 1978 г.; «Вампир Ферата», 1981 г.). После снятия запрета на съёмки он снял экранизации двух рассказов Эдгара По «Падение дома Ашеров» и «Колодец, маятник и надежда», где также использовал мотивы из творчества Огюста де Вилье. В 1981 году Ян и Ева Шванкмайерова купили полуразрушенный особняк в деревне Горний Станков, где хотели открыть керамическую мастерскую. С тех пор дом постепенно перестраивался и превращался в сюрреалистическую кунсткамеру, состоящую из собственных артефактов и различных коллекций произведений искусства и природных материалов. Коллекционирование для Шванкмайера стало своеобразной аутотерапией и, помимо найденных или купленных предметов, коллекция содержит искусство народов Африки и Полинезии.
Показ фильмов Шванкмайера 60-х годов в рамках МФАФ в Анси 1983 года вызвал широкий международный резонанс. За фильм «Возможности диалога» он получил гран-при и приз международных критиков, в том же году — премию «Золотой медведь» на Берлинале. Терри Гиллиам причисляет этот фильм к десяти лучшим анимационным фильмам всех времён. На родине же Шванкмайер стал снова попал в немилость после того, как «Варианты диалога» были показаны идеологической комиссии ЦК компартии Чехии. После того, как ему запретили работать на студии KFP, Шванкмайер уехал в Братиславу, где в 1983 году снял фильм «Вниз в погребок». В том же году самиздатом выпустил в пяти экземплярах свою книгу «Осязание и воображение», в которой обобщил результаты своих тактильных экспериментов с 1974 года. Шванкмайеру удалось получить деньги за границей на свой первый полнометражный проект «Сон Аленки», но киностудия «Баррандов» не была заинтересована в съёмках. В то время государство обладало монополией на всё кинопроизводство, поэтому он обратился к Яромиру Каллисте, которого знал ещё по «Лантерне Магике».
Первый полнометражный фильм Шванкмайера «Сон Аленки» или «Алиса», снятый в 1987 году почти исключительно на швейцарской студии (Condor film), вышел в прокат в 1988 году. Работа имела мировой успех и на МФАФ, где получила приз за лучший полнометражный анимационный фильм. Тогда же короткометражка «Варианты диалога» получила главный приз как лучший фильм 30-ти предыдущих лет. В 1990 году он снял политическую гротескную агитатку «Смерть сталинизма в Богемии», а в 1992 году короткометражный фильм «Еда», в котором режиссёр исследует собственные навязчивые идеи на тему пищи.
В последующие годы Шванкмайер посвятил себя исключительно режиссуре художественных фильмов. Дом на улице Нерудова, 27, где находилась киностудия Шванкмайера, был приватизирован и режиссёр вынужден был покинуть его в разгар съемок фильма «Урок Фауста». В 1991 году вместе с Яромиром Каллистой он купил бывший кинотеатр в деревне Кновиз и основал собственную киностудию, в которой снимались остальные фильмы. На престижном фестивале анимационных фильмов в Кардиффе (1992 г.) он был удостоен первой премии IFA, а BBC представила двухдневный обзор его анимационных фильмов.
В 1994 году состоялась премьера второго художественного фильма Шванкмайера «Урок Фауста» с Петром Чепеком в главной роли Фауста. Фильм является попыткой фактического толкования фаустовского мифа и задает вопрос о том, насколько безопасными могут быть пределы человеческого познания. Съемки сопровождались рядом трагических смертей и необъяснимых обстоятельств, и сам Петр Чепек, удостоившийся Чешского льва, закончил сниматься будучи серьёзно больным. Фильм был выбран для внеконкурсного показа на Каннском кинофестивале. В 1994 году вышло собрание работ Шванкмайера на 26 кассетах. В Великобритании Ян Шванкмайер получил «Lifetime Award».
В 1996 году Шванкмайер снял «Конспираторы наслаждений», чёрную комедию о людях, которые следуют принципу блаженства и совершают безобидные творческие перверсии и ритуалы. Она противопоставляет их личную свободу унизительной и репрессивной роли общества, образования или школы. Фильм представляет собой едкую сатиру на современный мир, полный сексуальных извращений и эротических фетишей. В ней Шванкмайер использовал свои многолетние художественные эксперименты на тему тактильности. Он завершает вступление словами: «Я считаю, что чёрный и объективный юмор, мистификация и циничные фантазии являются более адекватными средствами выражения декаданса, чем лицемерный, но любимый чешским кинематографом „дух человечности“».
Следующий фильм «Полено» (2000 г.) получил Чешского льва за лучший фильм и за лучшее художественное достижение (вместе с Евой Шванкмайер). В 2003 году Пражская академия искусств в Чехии присвоила Яну Шванкмайеру звание почётного доктора.
В 2004 году Ева и Ян Шванкмайер провели выставку «Память анимации — Анимация памяти» в Пльзене и выставку под названием «Пища» в манеже Пражского Града. Они имели большой успех у широкой публики, и критики признали их художественным событием года. В рамках Пльзенского кинофестиваля прошло авторское семидесятилетие. Именинник представил ретроспективу своих 30-ти фильмов.
17 ноября 2005 года вышел фильм «Безумие», задуманный как философский фильм ужасов, вдохновленный личностью маркиза де Сада и рассказами Эдгара Аллана По. Ева Шванкмайерова, умершая незадолго до премьеры, получила памятного Чешского льва за визуальную концепцию. Над фильмом также работала их дочь Вероника Груба. На кинофестивале в Карловых Варах в 2009 году Ян Шванкмайер получил Хрустальный глобус за выдающийся вклад в мировое кино.
Последний на сегодняшний день полнометражный фильм «Насекомые», снятый по рассказу Шванкмайера 1971 года (по пьесе братьев Чапек, отсылающей к «Превращению» Кафки), был показан на кинофестивалях в 2018 году. Роттердамский фестиваль показал в разделе «Signatures», посвящённой в великим авторам и творцам. Ян Шванкмайер занял исключительное положение в истории кинематографии и ценится как один из немногих современных чешских кинематографистов за рубежом. К 2018 году за свои фильмы по всему миру он получил 36 наград и 17 номинаций, в том числе кинематографическую медаль Реймона Русселя, присуждаемую «Обществом Реймона Русселя» в Барселоне.
С 1970 года Ян Шванкмайер участвует в деятельности чешской сюрреалистической коммуны и является председателем редколлегии обзорного журнала Analogon (85 номеров до 2018 года), в который он также вносит свой вклад. В 1990 году он участвовал в коллективной выставке сюрреалистической группы «Třetí archa» в Пражском Манеже. Он сам анимирует свои фильмы («Падение дома Ашеров») или в сотрудничестве с лучшими аниматорами, такими как Власта Поспишилова и Бедржих Гласер. В художественных фильмах он сотрудничал со своими друзьями по драматическому кружку (Иржи Халек, Петр Чепек) и другими актёрами (Ян Краус, Иржи Лабус, Павел Новый, Ян Тшиска, Мартин Губа, Павел Лишка, Вацлав Гельшус, Анна Гейслерова, Вероника Жилкова, Клара Иссова и др.)
Ева Шванкмайерова участвовала в некоторых фильмах в качестве художника-оформителя. Их сын Вацлав Шванкмайер также является успешным автором анимационных фильмов, в том числе короткометражного фильма «Светонос». Он участвовал в художественном оформлении фильма «Насекомые». Дочь Шванкмайера Вероника Груба работала художницей по костюмам в фильмах «Безумие» (премия «Чешский лев»), «Пережить самого себя», «Насекомые».

## Авторский стиль
Трудно поддающийся классификации художественный стиль Шванкмайера сформировался в 1960-е годы и развивался параллельно с работой в театре и с созданием анимационных фильмов. Ранние рисунки Яна Шванкмайера вдохновлены Паулем Клее. В начале шестидесятых он недолго занимался структурной абстракцией, но вскоре вернулся к вещественности и с конца 60-х годов исповедует сюрреализм. Однако интерес к чешскому информелю сопровождает его на протяжении всего творчества, поскольку макродетали треснувших стен и испорченных возрастом предметов или внезапное превращение вещей в бесформенную материю составляют важную часть визуальной формы его анимационных фильмов.
Он присоединился к группе сюрреалистов, сформировавшейся вокруг Вратислава Эффенбергера, в то время, когда группа переживала кризис. После оккупации Чехословакии в августе 1968 года вновь стал действовать запрет на издательскую деятельность, многие ушли в эмиграцию, а другие смирились с положением дел. В то же время также затухает сюрреалистическое движение во Франции. Ян и Ева Шванкмайеры оказали значительное влияние на возрождение деятельности сюрреалистической группы. Групповой интерес ко всякого рода образным экспериментам послужил основой для появления коллективных сборников, посвященных темам интерпретации, аналогии, эротики и тактильности. Шванкмайер рассматривает воображение как дар, который сделал человека человеком.
Из художников на Шванкмайера повлияли сюрреалисты Макс Эрнст, Рене Магритт, Джорджо де Кирико, из классиков — Иероним Босх и особенно маньерист Джузеппе Арчимбольдо. Фильмы Шванкмайера «Игра с камнями», «Historia naturae» и «Возможности диалога» имеют прямую связь с принципами маньеристской живописи Арчимбольдо. Сильным и продолжительным вдохновением для него являются коллекции курьезов (кунсткамера Рудольфа II), народное кукольное искусство, наивное народное искусство, африканские и полинезийские маски и фетиши, искусство ар-брют.
Его интересует подлинность народного кукольного искусства и магия, связанная с куклами, а не куклы как простое художественное средство или реквизит анимационного фильма. Марионетка и нить или проводник, как аналогия судьбы человека и его связи с чем-то, что находится над ним и что определяет его судьбу, известны в различных религиях и мифах. Это пространство для реализации «невозможного», несовместимого с хорошим воспитанием, для осуществления даже, казалось бы, несбыточных мечтаний. Таким образом, ребёнок-кукловод на самом деле является шаманом, Богом и творцом.
В качестве значимых литературных источников Шванкмайер приводит французских «проклятых поэтов», немецкий романтизм (Новалис, Гофман), сюрреалисты (А. Бретон, К. Тейге, Б. Пере, В. Эффенбергер). Литературным вдохновением для фильмов Шванкмайера послужили произведения Льюиса Кэрролла, Э. А. По, Огюст де Вилье де Лиль-Адан, маркиз де Сад. Его интерпретация литературных произведений других авторов в конечном счете является субъективным утверждением, которое сохраняет лишь ужасы, мечты и инфантилизм мира, который он разделяет с ними.
В его киноработах ощущение конкретной иррациональности сюжета соответствует некоторым типам агрессивной киноцивилизации, которая применялась в работах режиссеров чехословацкой «новой волны» (Милош Форман, Павел Юрачек). Из прочих творцов его вдохновляли театралы русского авангарда В. Мейерхольд, А. Таиров и художник «Баухауса» О. Шлеммер, из кинематографистов — С. Эйзенштейн и Дзига Вертов. Фильмы «Андалузский пёс», «Золотой век» (Бунюэль, Дали), «Амаркорд», «Рим» (Ф. Феллини), а также фильмы Мельеса и Бауэрса из произведений, близких к мультипликации, стали его определяющими кинопроизведениями. Из нынешних режиссеров он близок к Дэвиду Линчу или Братьям Куэй; последние также признавались, что испытали сильное влияние от работ режиссёра, и посвятили ему фильм «Кабинет Яна Шванкмайера» (1984). Шванкмайер снимает фильмы только тогда, когда они закончены в его воображении, но во время съемок он не придерживается сценария, ищет новые источники вдохновения и пытается достичь приемлемого компромисса с первоначальным намерением.
Сам он утверждает, что киносъемка — это своего рода аутотерапия, и в своих работах он неоднократно проживает собственные идиосинкразии, тревоги и навязчивые идеи, которые берут своё начало в детстве. Любовь к «низким жанрам», таким, как куклы и наборы народных кукольников, выставочные механические мишени или чёрные романы, является корнем его антиэстетического отношения к творчеству. На инфантильном взгляде на мир, имевшим форму кукольной сцены с симметрично вырезанными задниками и фигурами, висящими на нитках, основаны не только его фильмы, но и коллажи, графика, керамика и трехмерные объекты. Так же Шванкмайер, несомненно, вдохновляется алхимической и каббалистической историей Праги, которые в его творчестве связаны с сюрреализмом, основанным на этих источниках. И сюрреализм, и маньеризм, укорененные в двойственности противоположностей — рационального с иррациональным, сенсуализма со спиритуализмом, традиции с новаторством, условности с бунтом, — создают необходимое напряжение для творческой деятельности. По его мнению, сюрреализм представляет собой современную форму романтизма, которая возвращает искусству его магическое достоинство.
Шванкмайер стремится сделать так, чтобы его фильмы, даже в самые фантастические моменты, выглядели как запись реальности. Как кинорежиссер, он был особенно известен своей способностью оживлять любой материал. Он воспринимает кинематографическую анимацию не как технику, а как магическое средство, способное оживить неживую материю и тем самым реализовать изначальное инфантильное желание. По его понятию, одушевление есть превращение или трансмутация материи — от предмета к его частям или сущности и наоборот, и близко к алхимии. Будучи герметиком, он считает, что предметы, к которым прикасаются люди в моменты повышенной чувствительности, имеют свою внутреннюю жизнь и каким-то образом сохраняют содержание подсознания. В фильме «Падение дома Ашеров» люди заменяются предметами, которые становятся носителями как сюжетной линии, так и эмоций действующих персонажей и атмосферы сюжета.
По мнению Эффенбергера, секрет образного юмора Шванкмайера заключается в том, что когда он противопоставляет лирический пафос и грубую реальность друг другу, то грубость испаряется вместе с пафосом, и лирическая реальность становится тем, чем она является в глазах ребёнка или поэта. В чередовании жанров в его фильмах связующей нитью является логика сновидения, где кажущаяся случайность принимает форму неизбежной фатальности и плавно ведет зрителя по сюжету — сновидению. Между сном и реальностью нет логических переходов, только физический акт открывания и закрывания век.
Фильмы Шванкмайера не пренебрегают никакими табу, условностями и правилами разума. Это бунт против потребительского мира, радикальная революция, освобождение от жесткой реальности и возвращение в мир свободной игры. Он рассматривает разрушение как творческий способ нападения на рациональность, но его концепция сюрреализма исключительна и автономна. Согласно Шванкмайеру, сюрреализм — это реализм, который ищет реальность под поверхностью вещей и явлений. Там, где реальность заканчивается, встречаются герметизм и психоанализ. Автор сохраняет абсолютную свободу и не потакает вкусам зрителя — он сам говорит, что ему всё равно, придут ли на фильм пять или пять миллионов зрителей. Его работы также оказали влияние на некоторых иностранных кинематографистов, таких как Тим Бертон, Терри Гиллиам, Братья Куэй и Генри Селик.

## Взгляды
Ян Шванкмайер записывает свои сны, а затем перерабатывает некоторые из них в киносценарии или театральные постановки. В своих художественных текстах он не скрывает скептического взгляда на современную форму человеческой цивилизации, которая своим прагматизмом, утилитаризмом и рационализмом разрушает духовную сущность человека. Жанр, который, по его мнению, наиболее близко соответствует его нынешнему состоянию, — это чёрный гротеск. Государство — это инструмент подавления, а простой человек — жертва манипуляций, как в фильме «Урок Фауста». Свобода и личная целостность могут быть удержаны только личным бунтом. Искусство сменилось рекламой и развлекательными шоу, потребительство стало новой идеологией. Человечество, возможно от нетерпения, пытается ввести все благородные и гуманистические идеи сперва быстрым и кровавым путем, и только после крушения этого жестокого варианта оно встанет на долгий путь мирной эволюции. Апокалиптические видения Шванкмайера предвидят постцивилизационный распад национальных государств в сочетании с возвращением нового феодализма в виде своего рода княжества, контролируемого наднациональными корпорациями, где простые люди снова становятся крепостными.

## Семья
- Жена — Ева Шванкмайерова (чеш. Eva Švankmajerová, 25 сентября 1940 — 20 октября 2005) — чешская художница-сюрреалистка. Принимала непосредственное участие в создании некоторых фильмов своего мужа, являясь как дизайнером, так и помощником режиссёра. Во времена коммунистического режима они вдвоём тайно состояли в чехословацкой подпольной группе сюрреалистов. Устраивали совместные выставки. В 2001 году об их многолетнем творческом симбиозе снят документальный фильм «Химеры четы Шванкмайер» (фр. Les Chimeres des Svankmajer). Имеют двоих детей.
- Сын — Вацлав Шванкмайер (чеш. Václav Švankmajer, 17 октября 1975) — чешский аниматор, художник.
- Дочь — Вероника Груба (чеш. Veronika Hrubá, 19 мая 1963) — чешская режиссёр, художница по костюмам.

## Студия
Студия кинопроизводства Athanor была основана в 1983 году Яном Шванкмайером в содействии с его соратником и продюсером Яромиром Каллистой (чеш. Jaromír Kallista) для создания независимых и некоммерческих фильмов. Находится в 25 километрах от Праги в местечке под названием Кновиз (чеш. Knoviz) недалеко от небольшого города Сланый (чеш. Slaný).

## Фильмография

### Полнометражные фильмы
- 1987 — Алиса / Něco z Alenky (Alice)
- 1994 — Урок Фауста / Lekce Faust
- 1996 — Конспираторы наслаждений / Spiklenci slasti
- 2000 — Полено / Otesánek
- 2005 — Лунатизм (Безумие) / Šílení
- 2010 — Пережить самого себя: Теория и практика / Přežít svůj život
- 2018 — Насекомые / Hmyz
- 2022 — Кунсткамера / Kunstkamera

### Короткометражные фильмы
- 1964 — Последний фокус господина Шварцвальда и господина Эдгара / Poslední trik pana Schwarcewalldea a pana Edgara
- 1965 — Игра с камнями / Spiel mit Steinen (Hra s kameny)
- 1965 — И. С. Бах. Фантазия соль минор / Johann Sebastian Bach: Fantasia G-moll
- 1966 — Панч и Джуди / Rakvičkárna
- 1966 — И так далее / Et Cetera
- 1967 — Естественная история / Historia Naturæ (Suite)
- 1968 — Сад / Zahrada (The Garden)
- 1968 — Пикник с Вайсманном / Picknick mit Weissmann
- 1968 — Квартира / Byt (The Flat)
- 1969 — Спокойная неделя в доме / Tichý týden v domě
- 1969 — Дон Жуан / Don Šajn (Don Juan)
- 1970 — Костница / Kostnice
- 1971 — Бармаглот / Žvahlav aneb šatičky slaměného Huberta (Jabberwocky)
- 1972 — Дневник Леонардо / Leonardův deník (Leonardo's Diary)
- 1977 — Замок Отранто / Otrantský zámek (Castle of Otranto)
- 1980 — Падение дома Ашеров / Zánik domu Usherů
- 1982 — Варианты диалога / Možnosti dialogu
- 1983 — Маятник, колодец и надежда / Kyvadlo, jáma a naděje
- 1983 — Вниз в погребок / Do pivnice
- 1988 — Мясная любовь / Zamilované maso
- 1988 — Мужские игры / Mužné hry
- 1989 — Флора / Flora
- 1989 — Тьма-свет-тьма / Tma/Světlo/Tma
- 1989 — Анимированные автопортреты / Autoportrét (Animated Self-portraits)
- 1990 — Смерть сталинизма в Богемии / Konec stalinismu v Čechách (The Death of Stalinism in Bohemia)
- 1992 — Еда / Jídlo (Food)

### Сотрудничество в области кино
- 1958 — Иоганн, доктор Фауст / Johannes doktor Faust — (режиссёр Эмиль Радок), кукольник
- 1965 — Цифры / Číslice — (режиссёр Павел Прохазка), художник

### Реквизит и анимационный дизайн
- 1977 — Адела ещё не ужинала / Adéla ještě nevečeřela, художник и аниматор
- 1978 — Девятое сердце / Deváté srdce, художественное сопровождение и титры
- 1981 — Вампир от Ферата / Upír z Feratu, дизайн автомобиля
- 1981 — Тайна Карпатского замка / Tajemství hradu v Karpatech, художник
- 1983 — Гости / Návštěvníci, художник
- 1983 — Три ветерана / Tri veteráni, художник

## Последователи
- Кристиан Седжавски
- Иржи Барта — близкий друг и ученик Шванкмайера.